# Thieves Like Us (chanson)
Pour les articles homonymes, voir Thieves Like Us (homonymie).
Singles de New Order
Confusion
(1983) Murder
(1984)
Thieves Like Us est une chanson de New Order et leur septième single, sorti en 1984.

## Historique
La chanson Thieves Like Us a été composée à la fin de l'année 1982 et figure déjà sur la face B du maxi Blue Monday sorti en mars 1983. En avril 1984 sort un nouveau maxi, Thieves Like Us, avec en face B le morceau Lonesome Tonight. Entretemps était sorti le deuxième album du groupe, Power, Corruption and Lies.
Ce titre est l'un des sommets du groupe[Pour qui ?], sorte de disco mélancolique, à la fois doux-amer et euphorique. On y retrouve les caractéristiques du son New Order : claviers lumineux en cascade, basse prépondérante et mélodique, voix détachée... Neil Tennant, chanteur des Pet Shop Boys, grand admirateur de New Order, considère ce titre[réf. nécessaire] comme le meilleur du groupe. Quelques semaines après sa sortie, Factory édite un second maxi-single avec la même pochette mais de couleur différente, comprenant la version instrumentale de Thieves Like Us et un morceau qui rappelle un peu le son Joy Division, en réalité plus orienté rock, voire gothique, intitulé Murder. 
Thieves Like Us fut produit par New Order et composé avec Arthur Baker, producteur qui travailla avec eux durant l'été 1983 à New York sur Confusion, le précédent single du groupe.
Le design de la pochette conçue par Peter Saville comporte des chiffres de 1 à 6 entourant une image rappelant un motif de Giorgio de Chirico.

## Charts
| Chart (1984)                    | Position |
| ------------------------------- | -------- |
| Australian ARIA Singles Chart   | 84       |
| Irish Singles Chart             | 5        |
| New Zealand RIANZ Singles Chart | 14       |
| UK Singles Chart                | 18       |
| UK Indie Singles                | 1        |